# Coprothermobacter
Genre
Coprothermobacter est un genre de bacilles Gram négatifs de la famille des Coprothermobacteraceae.

## Taxonomie
Ce genre est proposé en 1993 pour recevoir l'espèce Coprothermobacter proteolyticus auparavant classée dans l'ancien genre Thermobacteroides (actuel Thermoanaerobacter). Il est validé l'année suivante par une publication dans l'IJSEB, ancêtre de l'IJSEM.

## Liste d'espèces
Selon la LPSN (23 avril 2025) ce genre comporte deux espèces :
- Coprothermobacter platensis Etchebehere et al. 1998
- Coprothermobacter proteolyticus (Ollivier et al. 1985) Rainey & Stackebrandt 1993 – espèce type